# Adolfo Constenla Umaña
Adolfo Constenla Umaña (San José, 14 de gener de 1948 - San José, 7 de novembre de 2013) va ser un filòleg i lingüista costaricenc especialista en les llengües indígenes de la Baixa Centreamèrica, sent un dels especialistes més reconeguts sobre les llengües de l'àrea americana intermèdia.

## Biografia
Va estudiar filologia espanyola en la Universitat de Costa Rica, institució en la qual va obtenir el batxillerat en 1969 i la llicenciatura en 1975. En 1981, es va doctorar en Lingüística en la Universitat de Pennsilvània amb una tesi sobre la fonologia comparativa de les llengües txibtxes.
Des de 1970 va treballar com a docent i investigador de l'Escola de Filologia, Lingüística i Literatura de la Universitat de Costa Rica. Aquesta casa d'estudis li va atorgar en 1983 el rang de catedràtic.
Adolfo Constenla va ser el fundador i coordinador del Programa de Recerques sobre les Llengües de Costa Rica i Àrees Veïnes (PIL), el qual, durant el període de 1985 a 1996, va desenvolupar un reeixit de recopilació i anàlisi de dades lingüístiques de gran quantitat de les llengües indígenes. La labor desenvolupat per aquest programa va ser la plataforma que va permetre fundar en 1998 l'Institut de Recerques Lingüístiques de la UCR.
També va ser professor visitant de la Universitat Estatal de Nova York a Albany durant el període lectiu 1988-1989 i en 1995 va ingressar com a membre de nombre en l'Acadèmia Costarricense de la Llengua.
Els seus articles sobre lingüística diacrònica i descriptiva de les llengües indígenes de la Baixa Centreamèrica i l'art verbal dels seus parlants són nombrosos i, en molts casos, fonamentals per al coneixement del patrimoni lingüístic d'aquesta regió. De la seva obra, destaquen els llibres Las lenguas del Área Intermedia (1991), Poesía tradicional indígena costarricense (1996), Curso básico de bribri (1998), Gramática de la lengua guatusa (1998), Poesía bribri de lo cotidiano (2006) i La lengua de Térraba (2007).
Per la seva tasca va rebre tres cops el Premi Nacional Aquileo J. Echeverría (1979, 1998 i 2007). En també va 1984 obtenir el Premi Carlos Gagini de l'Asociación Costarricense de Filología y Lingüística.
Va morir el 7 de novembre de 2013 als 65 anys, a causa d'un càncer.

## Treballs de l'autor
- 1981 Comparative Chibchan Phonology. (Ph.D. dissertation, Department of Linguistics, University of Pennsylvania, Philadelphia).(anglès)
- 1987 "Elementos de Fonología Comparada de las Lenguas Misumalpa"; Revista de Filología y Lingüística de la Universidad de Costa Rica 13 (1): 129-161.
- 1988 "Familia lingüística chibcha". Seminario-taller: Estado actual de la clasificación de las lenguas indígenas colombianas. Yerbabuena: Instituto Caro y Cuervo.
- 1993 "La familia chibcha". Biblioteca Ezequiel Uricoechea 11: 75-125. Bogotá: Instituto Caro y Cuervo.
- 1998 "Acerca de la relación genealógica de las lenguas lencas y las lenguas misumalpa", First Archeological Congress of Nicaragua. Revista de Filología y Lingüística de la Universidad de Costa Rica 28 (1), 2002.